# شوك الضب الجبلي
شوك الضب الجبلي (الاسم العلمي:Blepharis montana) هو نوع من النباتات يتبع جنس شوك الضب من الفصيلة الأقنتية.